# Стефан Караджа (област Варна)
 Тази статия е за селото в Област Варна.  За другите български села с това име вижте Стефан Караджа (пояснение).  
Стефан Караджа е село в Североизточна България. То се намира в община Вълчи дол, област Варна. Старото му име е Караджаот Орманъ („Сърнена гора“).

## История
Село Стефан Караджа е образувано през 1573 г. и през 2003, селото чества 430 г. от създаването си.
Името на селото се споменава в местната преса във връзка с публична продан на имоти през 1896 г.

## Население
Численост на населението според преброяванията през годините:
| \| Година на преброяване \| Численост \| \| --------------------- \| --------- \| \| 1934 \| 2073 \| \| 1946 \| 1759 \| \| 1956 \| 1930 \| \| 1965 \| 1771 \| \| 1975 \| 1595 \| \| 1985 \| 1203 \| \| 1992 \| 1154 \| \| 2001 \| 1007 \| \| 2011 \| 715 \| \| 2021 \| 486 \| |           |
| Година на преброяване | Численост |
| 1934 | 2073      |
| 1946 | 1759      |
| 1956 | 1930      |
| 1965 | 1771      |
| 1975 | 1595      |
| 1985 | 1203      |
| 1992 | 1154      |
| 2001 | 1007      |
| 2011 | 715       |
| 2021 | 486       |

### Етнически състав

#### Преброяване на населението през 2011 г.
Численост и дял на етническите групи според преброяването на населението през 2011 г.:
|                     | Численост | Дял (в %) |
| Общо                | 715       | 100       |
| Българи             | 175       | 24,47     |
| Турци               | 464       | 64,89     |
| Цигани              | 60        | 8,39      |
| Други               | ?         | ?         |
| Не се самоопределят | ?         | ?         |
| Неотговорили        | –         | –         |

## Личности
- Павел Павлов (р. 1928), български офицер, генерал-майор от Строителни войски

## Други
Връх Стефан Караджа на Антарктическия полуостров е наименуван на селото.